# Codăești
Codăeşti é uma comuna romena localizada no distrito de Vaslui, na região de Moldávia. A comuna possui uma área de 68.47 km² e sua população era de 4800 habitantes segundo o censo de 2007.